# Саудабаєв Канат Бекмурзайович
Саудабаєв Канат Бекмурзайович (18 липня 1946) — казахстанський державний і політичний діяч, дипломат.

## Біографія
Народився 18 липня 1946 року в селищі Жетиген Ілійського району Алма-Атинської області Казахська РСР. У 1968 закінчив Ленінградський державний інститут культури, за фахом «режисер». Академію суспільних наук при ЦК КПРС (1988). Кандидат філософських наук (1981). Доктор політичний наук (2000).
Володіє казахською, російською, турецькою мовами.
З 1968 по 1972 — старший методист республіканського Будинку народної творчості, режисер Казахського державного академічного театру драми імені М. О. Ауезова, режисер-керівник Казахського циркового колективу «Союздержцирку». Керівник ансамблю «Табунщіки-джигіти».
З 1972 по 1976 — директор Казахського державного цирку.
З 1976 по 1977 — завідувач відділом культури Управління справами Ради Міністрів Казахської РСР.
З 1977 по 1983 — заступник міністра культури Казахської РСР
З 1983 по 1988 — голова Державного комітету Казахської РСР по кінематографії
З 1988 по 1990 — 1-й заступник голови Держкомітету Казахської РСР з культури
З 1990 по 1991 — голова Держкомітету Казахської РСР з культури
З 1991 по 1992 — повноважний представник Казахської РСР в СРСР
З 1992 по 1994 — Надзвичайний і Повноважний Посол Казахстану в Туреччині.
У 1994 — Міністр закордонних справ Казахстану.
З 1994 по 1996 — Надзвичайний і Повноважний Посол Казахстану в Туреччині.
З 1996 по 1999 — Надзвичайний і Повноважний Посол Казахстану у Великій Британії.
З 1999 по 2000 — керівник Канцелярії прем'єр-міністра Казахстану.
З 2000 по 2007 — Надзвичайний і Повноважний Посол Казахстану в США.
З 2007 — Державний секретар Республіки Казахстан. 
З 2010 — Державний секретар Республіки Казахстан - голова Організації з безпеки та співробітництва в Європі.
З 04.09.2009 — Державний секретар Республіки Казахстан — Міністр закордонних справ Казахстану.

## Нагороди
- Кавалер ордену «Курмет» (1996)
- Кавалер ордену «Отан» (2005)